# Lucio Cuspio Rufino
Lucio Cuspio Rufino  fue un senador romano, que desarrollo su carrera política a finales del siglo II, bajo los imperios de Marco Aurelio, Cómodo, Pertinax y Septimio Severo. 

## Familia
Natural de Pérgamo, en el antiguo  reino de Lidia en la provincia romana de Asia, era hijo de Lucio Cuspio Pactumeyo Rufino, consul ordinarius en 142, bajo Antonino Pío.

## Carrera pública
Fue leal a Septimio Severo en el turbulento año de los cinco emperadores ya que desempeñaba el cargo de pretor en 193, cuando Severo derrotó a Didio Juliano y se hizo con las riendas del Imperio. Solucionada la guerra contra Pescenio Níger, fue premiado por Severo con el honor de consul ordinarius en 197.